# Eirik Glambek Bøe

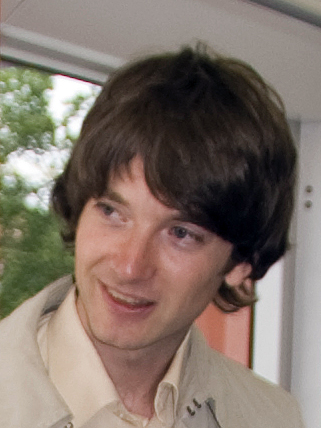
Eirik Glambek Bøe

Eirik Glambek Bøe (* 25. Oktober 1975 in Norwegen) ist ein norwegischer Musiker, Schriftsteller und Sänger. Er bildet zusammen mit Erlend Øye das Indie-Folk-Duos Kings of Convenience. Bøe hat Psychologie an der Universität in Bergen studiert. Obwohl seine Muttersprache Norwegisch ist, sind viele seiner Schriften in Englisch.
Er gründete zusammen mit Øye in den 1990er Jahren die Band Skog. Sie gründeten Kings of Convenience 1998 und veröffentlichten 2001 ihr erstes Album „Quiet is the New Loud“. Øye interessierte sich für elektronische Musik und veröffentlichte im Oktober 2001 das Remix-Album „Versus“. Die Single „Toxic Girl“ machte die Fans auf Bøes Musik aufmerksam und erhielt kritische Anerkennung für ihre unprätentiöse Einfachheit und lyrische Qualität. Im Jahr 2004 veröffentlichte Kings of Convenience „Riot on a Empty Street“, gefolgt von einer Europa- und Nordamerika-Tour im Jahr 2005.
2006 unterstützte er Øyes Band The Whitest Boy Alive bei ihrer Skandinavien-Tour mit der Band Kommode. Kommode enthält Mitglieder von Skog, mit Ausnahme von Øye.
In einem seltenen Gastauftritt singt Bøe auf dem Track „How My Heart Behaves“ in der Veröffentlichung von Feist von 2007, „The Reminder“.
Im Oktober 2009 veröffentlichte Kings of Convenience ein drittes Studioalbum „Declaration of Dependence“ auf dem Label Astralwerks.
2017 veröffentlichte die Band Kommode nach vielen Jahren des Schweigens den Single-Song „Fight or Flight or Dance All Night“, gefolgt von dem Song „Captain of your Sinking Ship“. Im August 2017 veröffentlichte die Band Kommode das Album Analog Dance Music mit 10 Original-Songs.